# Banc de la Schôle
Le banc de la Schôle (aussi banc de la Schole) est un banc de sable marin situé au nord-est de Guernesey, en face de Flamanville.
Il est toujours recouvert par les eaux.
En 1992, un accord passé entre le Royaume-Uni et la France autorise des pêcheurs français à pratiquer leur activité sur ce banc, jusqu'à leur retraite, et au plus tard jusqu'au 1er janvier 2010.

## Localisation
Localisation : 49°34'0" N et 2°13'60".